# SV Stripfing/Weiden
SV Stripfing/Weiden is een Oostenrijkse voetbalclub uit de gemeente Weikendorf in het oosten van de deelstaat Neder-Oostenrijk, nabij de grens met Slowakije. De voetbalvereniging is opgericht in 1951. De geel-blauwen maakten sinds 2008 een enorme opmars door het Oostenrijkse voetbalsysteem. 

## Geschiedenis
De eerste vijftig jaar van het bestaan van SV Stripfing werden doorgebracht in de lagere amateurklassen. In 2008 speelde het nog in de achtste klasse van de voetbalpiramide, maar daarna steeg het gestaag door, totdat in 2023 voor het eerst het profvoetbal werd bereikt, de 2. Liga. De dorpsclub ging in dat jaar ook een samenwerking aan met Young Violets, het belofte-elftal van Austria Wien. 

## Erelijst
- 2. Landesliga Ost (niveau vijf)

2015/16
- 1. Landesliga Ost (niveau vier)

2018/19
- Regionalliga Ost (niveau drie)

2022/23

## Eindklasseringen (grafisch) vanaf 2017
- 2017 5e
Landesliga
- 2018 2e
Landesliga
- 2019 1e
Landesliga
- 2020 5e
Regionalliga
- 2021 6e
Regionalliga
- 2022 2e
Regionalliga
- 2023 1e
Regionalliga
- 2024
2. Liga

- 2. Liga
- Regionalliga
- Landesliga